# Hoekwil
Hoekwil è una località abitata della cittadina sudafricana di Wilderness nella municipalità distrettuale di Eden nella provincia del Capo Occidentale.